# Ръждивогуш дрозд
Ръждивогушите дроздове (Turdus migratorius), наричани също северноамерикански дроздове, червеногръди дроздове или американски червеногръдки, са вид средноголеми птици от семейство Дроздови (Turdidae).
Разпространени са в по-голямата част от Северна Америка, като обитаващите северните области мигрират през зимата в южната част на континента. Достигат дължина 23 до 28 сантиметра, размах на крилата 31 до 41 сантиметра и маса 59 до 94 грама. Хранят се главно с плодове и дребни безгръбначни.